# NGC 943
NGC 943 je galaksija u zviježđu Kit.

## Vanjske poveznice
- SEDS: NGC 943